# Яницький Володимир Ярославович
Володимир Ярославович Яницький (14 вересня 1975, м. Тернопіль — 22 листопада 2015, там само) — український військовик 24-ї окремої механізованої бригади (Яворів).

## Життєпис
Працював начальником охорони на одному з підприємств в Тернополі. Призваний за мобілізацією в серпні 2014 року, з листопада перебував у зоні АТО, воював у районі с. Кримське, на 31-му блокпості траси «Бахмутка» на Луганщині. У серпні 2015 року був комісований за станом здоров'я.
На Луганщині у Володимира почалися болі в шлунку, влітку 2015 року його з лінії фронту забрала «швидка» з кровотечею, діагностували рак шлунку 4-го ступеню. Перебував у лікарнях Харкова та Львова, де зробили операцію. Останній час був у 2-ій лікарні м. Тернопіль. Тернополяни допомагали родині грошима на дорогі препарати. 21 листопада Володимиру погіршало, в ніч на 22 листопада він помер. Похований на Микулинецькому кладовищі.
Залишилися батьки, брат.

## Відзнаки
- 19 серпня 2016 року Тернопільська міська рада присвоїла звання «Почесний громадянин міста Тернополя» (посмертно)[1].
- почесний громадянин Тернопільської області (21 грудня 2022, посмертно)[2].